# Thinodytes cyzicus
Thinodytes cyzicus är en stekelart som först beskrevs av Walker 1839.  Thinodytes cyzicus ingår i släktet Thinodytes och familjen puppglanssteklar. Arten är reproducerande i Sverige. Inga underarter finns listade i Catalogue of Life.